# Herbert West, réanimateur
Herbert West, réanimateur (Herbert West - Reanimator) est une nouvelle de l'auteur américain Howard Phillips Lovecraft publiée pour la première fois en feuilleton de février à juillet 1922 dans la revue amateur Home Brew. Elle est par ailleurs la source d'inspiration du film d'horreur Re-Animator sorti en 1985, de ses suites ainsi que d’autres adaptations.
Lovecraft rédige le texte de la nouvelle entre octobre 1921 et juin 1922.
Cette histoire est la première à faire mention de l'université de Miskatonic.

## Résumé

### I: Dans l'ombre

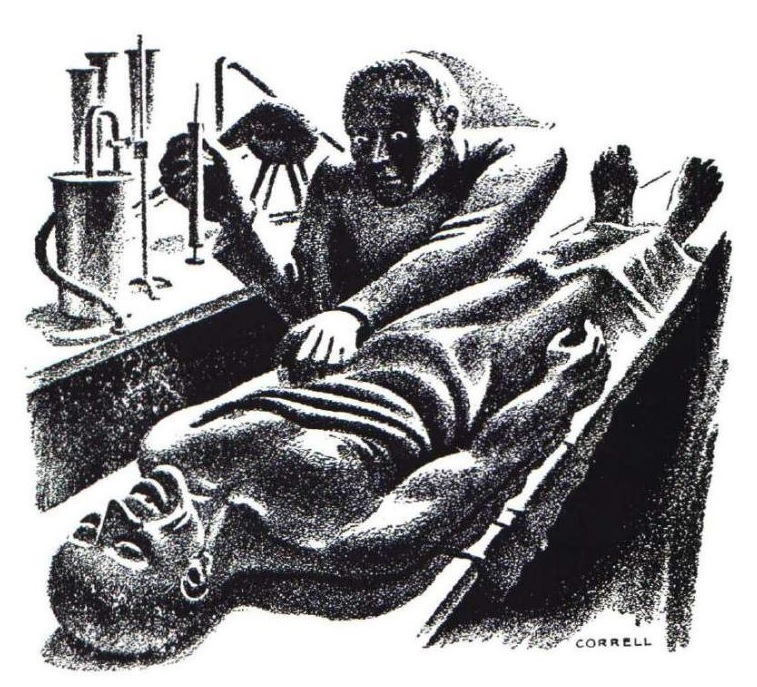
Herbert West dans ses basses œuvres.
Illustration de Correll publiée dans Weird Tales, septembre 1942.

Le narrateur, médecin ayant suivi des études à la faculté de médecine en compagnie du personnage éponyme, rend compte de la disparition récente d'Herbert West. À présent, il peut enfin témoigner de la folie de son condisciple et exprimer l'horreur que ses actes lui inspiraient.
Il poursuit son récit par sa rencontre avec West et comment son nouvel ami l’a fasciné avec ses théories sur la vie, théories selon lesquelles le corps humain n’est qu’une machine organique complexe qui, avec les bons ingrédients, peut être « relancée » après la mort. West tente initialement de prouver son hypothèse en utilisant des cobayes, lapins, chats, etc., sans résultats probants. Son but ultime étant la réanimation humaine, il comprend qu’il doit conduire ses essais sur des sujets humains car le sérum est différent selon les espèces.
West et le narrateur volent en secret de l’équipement à la faculté et s’installent dans une ferme abandonnée. Dans un premier temps, ils payent des Noirs pour fouiller des tombes et ramener des corps, mais aucun essai n’aboutit. West en conclut que c’est à cause de la « mauvaise qualité » des spécimens. Les deux personnages se mettent alors à dépouiller les tombes eux-mêmes en lisant au préalable la rubrique nécrologique des journaux pour trouver les cadavres les plus frais possibles. Ils récupèrent alors le corps d’un ouvrier qui est mort noyé le jour même. Ils l’amènent à la ferme et lui font une injection mais rien ne se passe. Alors, tandis que West et le narrateur préparent une autre solution pour un second essai, des cris inhumains, terrifiants, se font entendre dans la pièce où ils ont laissé le corps et ils s’enfuient dans la nuit. Dans la confusion, ils font tomber une lanterne et provoquent un incendie. West et le narrateur présument que le corps a brûlé pour de bon en même temps que la bâtisse.
En dépit du lissage minutieux de la terre par les deux comparses, les journaux du lendemain évoquent une tombe violemment saccagée durant la nuit, selon toute apparence par une bête sauvage avec ses griffes.

### II: Le Démon de la peste
Un an s’est écoulé depuis que West et le narrateur ont ressuscité leur premier mort. Depuis l’incendie, West n’a pas été en mesure de mener beaucoup d’expériences. De plus, le doyen de la fac, le Dr Halsey,  ne l’a pas autorisé à disposer des cadavres humains dans le laboratoire de dissection de l’université et ses recherches n’ont donc pas pu avancer. Mais, alors, au cours de l'été, une épidémie de typhus éclate. Les deux amis sont appelés pour aider des victimes à l’agonie. West, à présent entouré en permanence de cadavres et de mourants, commence à injecter son nouveau sérum à ses patients ; il y a peu d’effets : seules quelques paires d’yeux se rouvrent. Finalement, le doyen Halsey meurt de la typhoïde et, par « respect » pour lui, West vole son corps pour le réanimer. Le narrateur et lui l’amènent dans sa chambre (dans une pension) et lui font une injection d’un nouveau sérum. Halsey est réanimé mais se révèle n'être, dans son nouvel état, qu'une bête extrêmement violente. Il assomme West et le narrateur, puis, pénétrant dans plusieurs maisons d'Arkham, tue ensuite dix-huit personnes (il en dévore certaines en partie) avant d’être appréhendé par la police. Le tueur cannibale est alors enfermé à l'asile psychiatrique de Sefton.

### III: Six coups de feu au clair de lune
À présent médecins diplômés, West et le narrateur s’installent à Bolton, une petite ville de Nouvelle-Angleterre, où ils achètent une maison non loin du cimetière. Un soir, on vient les chercher : Buck Robinson, un Noir de Harlem, champion de boxe, est mort dans un combat clandestin et donc illégal. Les hommes qui géraient les paris se sont arrangés pour confier le corps à West, ce qui les soulage d’éventuelles accusations d’homicide. Le champion subit alors une injection de sérum mais rien ne se passe et les deux médecins l’enterrent dans un petit bois. Plusieurs jours plus tard, on parle d’un enfant disparu. La mère meurt après une crise d’hystérie et le père essaye de tuer West car il n’a pas su la sauver. Cette nuit-là, West et le narrateur sont surpris par des grattements à la porte de derrière de leur maison. Ils l’ouvrent et font face au boxeur : il est couvert de boue et le bras d’un enfant pend de sa bouche. West vide le chargeur d’un revolver sur lui.

### IV: Le Cri du mort
Un peu plus tard, le narrateur revient de vacances  et découvre le corps parfaitement conservé d’un homme dans sa demeure. West explique qu’en son absence, il a travaillé sur un fluide d’embaumement qui conserve un corps dès qu’il y est injecté ; administré par cette voie au moment de la mort, le fluide empêche même toute décomposition. West révèle ensuite que le corps en question est celui d’un marchand ambulant décédé d’une crise cardiaque pendant une auscultation. Comme il est mort devant lui, West a pu lui injecter le fluide immédiatement. Il a ensuite attendu que le narrateur revienne pour le réanimer. Il lui fait alors une injection de son dernier sérum et des signes de vie se manifestent peu à peu. Quand le narrateur interroge l’homme, le réanimé semble cohérent et rationnel. Avant de mourir une nouvelle fois, il se met à hurler, révélant que c’est West qui l’a assassiné.

### V: L'Horreur venue des ombres
Cinq ans se sont écoulés depuis les événements précédents et West s’est enrôlé dans l’armée pour se procurer plus de corps. Il est à présent médecin militaire en Flandre pendant la Première Guerre mondiale et s’est fixé un nouvel objectif : isoler les parties du corps et les réanimer indépendamment les unes des autres afin de prouver ses idées quant à l’aspect mécanique de la vie. Sur le champ de bataille, près de Vive-Saint-Éloi, West se lie d’amitié avec son officier supérieur, le major Sir Eric Moreland Clapham-Lee, qui est également médecin ; il lui révèle ses méthodes de réanimation, suscitant la fascination du major. Un peu plus tard, l’avion du major est abattu et l'homme décède dans le crash. West se met immédiatement au travail. Clapham-Lee a été presque complètement décapité. West lui fait une injection dans la poitrine puis place la tête dans un bac. Le corps revient à la vie et commence à tout saccager alors qu’il revit la scène du crash. La tête de Clapham-Lee, à l’autre extrémité de la pièce, se met alors à hurler (s'adressant à l'autre passager de l'avion) : « Saute, Ronald, pour l’amour de Dieu, saute ! ». À ce moment précis, le bâtiment est bombardé. West et le narrateur survivent mais ne retrouvent pas le corps de l’officier. Ils présument qu’il a été vaporisé dans l’explosion, quoique West, depuis, ait à plusieurs reprises tenu d'étranges propos au sujet d'un homme sans tête.

### VI: Les Légions des tombes
Un an après son retour de la guerre, le narrateur raconte que West s’enfonce dans la démence et qu’il a emménagé dans une maison directement reliée à un ancien système de catacombes, lesquelles servaient de tombes aux premiers colons venus d'Angleterre. Une nuit, alors qu’il lit le journal du jour précédent, West tombe sur un article décrivant une série d’événements étranges impliquant un homme doté d'un masque (ou d'une tête ?) de cire, meneur d'une troupe qui a déclenché une grave émeute à l'asile psychiatrique de Sefton. Le meneur portait une valise. Lui et ceux qui l'accompagnaient ont demandé à voir le « tueur cannibale » (Halsey), enfermé là depuis seize ans. Des témoins affirment que la voix du meneur ne provenait pas de ses lèvres, puisque, réalisées dans de la cire, elles ne pouvaient bouger ; ils pensaient avoir eu affaire à un ventriloque, qui semblait parler depuis la valise (dans laquelle, comprend le lecteur, se trouvait donc sa tête). Quand on interdit aux intrus de voir le tueur, ils forcent le passage, tuent plusieurs gardiens, en mordent profondément d'autres et libèrent Halsey. Après la lecture de l'article, West entre dans un état presque catatonique jusqu’à ce que l'on sonne à la porte. Allant la déverrouiller, le narrateur voit un groupe d'individus bizarres. L’un d'eux lui tend une grosse boîte (sur laquelle est écrit le « De la part d'Eric Moreland Clapham-Lee, Saint-Éloi ») afin qu'il la remette à West. Ce dernier refuse de l’ouvrir et insiste pour qu’on la brûle. Ils descendent donc à la cave et détruisent l’objet. C'est alors que des êtres terrifiants et grotesques – dont le lecteur comprend qu'ils sont les  « résultats » de toutes les expériences menées par West durant dix-sept ans – pénètrent dans la cave en détruisant le mur qui la sépare des catacombes. Les créatures ne s’occupent pas du narrateur mais attaquent et déchiquètent West. Pour terminer, le meneur, qui bien évidemment n'est autre que le major Clapham-Lee, décapite le cadavre avant d'emporter corps et tête en regagnant avec son « armée » les souterrains au-delà du mur. Après quoi, le narrateur ne dira pas grand-chose à la police à propos de la disparition de son ami et le peu qu’il confiera ne sera pas cru puisque, notamment, les murs de la cave semblent intacts. Tenu pour un fou meurtrier, il sera vraisemblablement enfermé dans l'asile de Sefton (quoique le texte se contente de le sous-entendre).

## Personnages

### Herbert West
Pour les articles homonymes, voir West.
Il est le créateur d’une solution spéciale, d’un « réactif » qui peut ressusciter les morts. Il est brillant, narcissique et d’une nature amorale – caractéristiques respectées à la lettre dans le film de 1985. En fin de compte, son arrogance et son manque de respect pour la vie (et la mort) le mèneront à sa perte.

### Le narrateur
Seul ami de West, il le rencontre à l’université et lui voue presque un culte tandis que les expériences de ce dernier l’emplissent d’effroi. Quoi qu’il en soit, au fil du temps, alors que les expériences de West deviennent de plus en plus condamnables et que celui-ci semble se désintéresser de la science pour se tourner vers la perversité la plus pure, le narrateur commence à avoir peur de lui et agit comme un esclave qui craint d’abandonner son « maître ».

### Le major Sir Eric Moreland Clapham-Lee
Il est l’officier des deux premiers personnages pendant la Première Guerre mondiale. Comme le narrateur ne le connaît pas vraiment,  on n’apprend que peu de choses à son sujet, sinon qu’il partage la fascination perverse de West à l’égard de la mort et de la résurrection. Après sa mort, West décide de l’« honorer » en lui coupant la tête et en essayant de ramener son corps à la vie. Après un succès initial, l’expérience échoue alors que le corps semble pouvoir envoyer des signaux à la tête décapitée qui semble quant à elle reprendre conscience. Le mort-vivant, qui porte une tête de cire sur les épaules et sa vraie tête dans une valise, passe l’année suivante à chercher ceux qui ont été l'objet des expériences de West. Ils l’attaquent finalement pour se venger, déchirant son corps pendant que Clapham-Lee lui arrache la tête.

## Inspiration
Selon ce qu’il a écrit dans ses lettres, Lovecraft a voulu faire une parodie du Frankenstein de Mary Shelley et décrit des scènes violentes et macabres à dessein.

## Réaction
L'auteur lui-même, qui a écrit les différents épisodes d’Herbert West à un moment où il avait besoin d’argent, déteste ceux-ci et les considère comme des idioties. Dans ses correspondances, il déclare ne pas être satisfait de ce qu’il fait et avoue qu’il n’est motivé que par les cinq dollars qu’il reçoit pour chaque épisode. Il n’aime par ailleurs pas écrire une fin à suspense pour chacun car c’est contraire à ses méthodes de travail.

## Adaptations
Re-Animator est un film d'horreur américain réalisé par Stuart Gordon, très librement inspiré de cette nouvelle et sorti en 1985 dans les salles, avec Jeffrey Combs dans le rôle du Dr Herbert West. Deux suites cinématographiques  sortiront encore, Re-Animator 2 (Bride of Re-Animator) en 1990, et Beyond Re-Animator en 2003. Par ailleurs, Stuart Gordon adaptera d'autres films inspirés par des nouvelles de Lovecraft, de même que Brian Yuzna son successeur pour les opus 2 et 3. La nouvelle a également été adaptée en bande dessinée par Florent Calvez sous le titre Reanimator.